# Petra Ramsauer

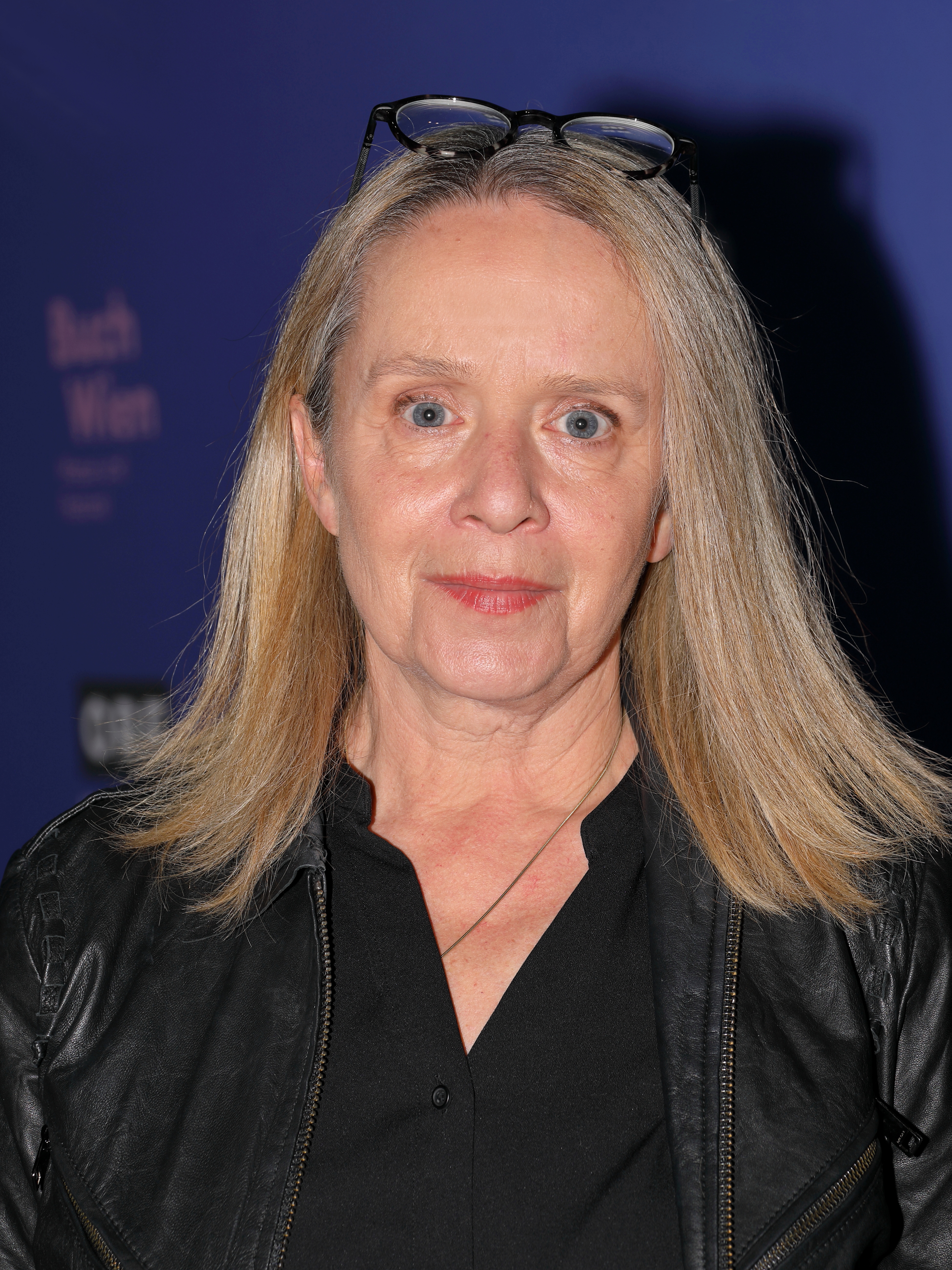
Petra Ramsauer (2024)

Petra Ramsauer (* 27. Juli 1969 in Vöcklabruck) ist eine österreichische Politikwissenschaftlerin, Journalistin und Autorin.

## Leben
Petra Ramsauer studierte Politikwissenschaften an der Universität Wien, das Studium schloss sie 2003 als Magistra ab.
Von 1991 bis 1993 war sie beim ORF als Reporterin für Ö3 und Radio Wien tätig, anschließend bis 1997 als Redakteurin bei der Tageszeitung Kurier mit Schwerpunkt Umwelt. Von 1999 bis 2009 arbeitete sie für das Nachrichtenmagazin News als Auslands- und Krisenreporterin, wo sie zuletzt die Auslandsredaktion auch leitete. Ab 1999 war ihr Schwerpunkt Kriegs- und Krisenberichterstattung aus dem Nahen Osten, ab 2009 war sie freiberuflich tätig und berichtete für verschiedene nationale und internationale Medien.
2013 wurde sie mit dem Concordia-Preis für Menschenrechte ausgezeichnet, 2014 mit dem Anerkennungspreis des Prälat-Leopold-Ungar-JournalistInnenpreises in der Kategorie Print. Im Dezember 2020 wurde sie mit dem Look! Woman of the Year Awards in der Kategorie Woman in Media ausgezeichnet.
Petra Ramsauer ist mit dem ehemaligen österreichischen Gesundheitsminister Rudi Anschober liiert.

## Publikationen (Auswahl)
- 2007: Die Klima-Revolution: so retten wir die Welt, gemeinsam mit Rudi Anschober, Deuticke-Verlag, Wien 2007, ISBN 978-3-552-06063-0
- 2009: So wird Hunger gemacht: wer warum am Elend verdient, Ueberreuter-Verlag, Wien 2009, ISBN 978-3-8000-7400-6
- 2012: Mit Allah an die Macht: So verändern Arabiens Revolutionen unsere Welt, Ueberreuter-Verlag, Wien 2012, ISBN 978-3-8000-7540-9
- 2014: Muslimbrüder. Ihre geheime Strategie. Ihr globales Netzwerk. Molden Verlag, Wien/Graz/Klagenfurt 2014, ISBN 978-3-85485-329-9
- 2015: Die Dschihad-Generation. Wie der apokalyptische Kult des Islamischen Staats Europa bedroht. Styria, Graz 2015, ISBN 978-3-222-13516-3
- 2017: Siegen heißt, den Tag überleben: Nahaufnahmen aus Syrien, Kremayr & Scheriau, Wien 2017, ISBN 978-3-218-01060-3
- 2020: Angst, Kremayr & Scheriau, Wien 2020, ISBN 978-3-218-01238-6
- 2024: Nahost verstehen: Wie eine Region die Welt in Atem hält, edition a, Wien 2024, ISBN 978-3-99001-781-4